# Jolie
Jolie é uma franquia de mídia infantil feminina pertencente a papelaria brasileira Tilibra. A marca é conhecida principalmente pela sua linha de cadernos publicados desde 2005, dos quais possuem ilustrações de garotas nas capas desenhadas pela designer Tatiane Ferrigno que se inspirou em criar garotas com diferentes cores de cabelo e modas vintage e lolita, tendo sido feitos a pedido da Tilibra pra uma linha com personagens femininas inspiradas em marcas de cartões como Sarah Kay e Holly Hobbie afim de baratear os custos sem precisar gastar por direitos de personagens terceiros. O nome Jolie é derivado da palavra francesa “joli”, que significa “bonito” ou “agradável”, além de servir como sigla para as iniciais de cada uma personagens: Júlia, Olívia, Laura, Isabela e Elisa.
O sucesso dos cadernos ao longo dos anos foi grande o suficiente que as personagens já foram comercializadas em outros produtos como ovos de páscoa, roupas e calçados, além da marca continuar a ser vendida mesmo após a saída de Tatiane Ferrigno em 2013. Uma websérie animada chamada Jolie Clube foi lançada em 2017 para o YouTube.

## Personagens
- Júlia - Uma garota asiática.
- Olívia - Uma garota loira.
- Laura - Uma garota afro-descendente. Foi introduzida em 2021.[4]
- Isabela - Uma garota ruiva.
- Elisa - Uma garota de cabelo castanho.